# 4876 Страбон
4876 Страбон (4876 Strabo) — астероїд головного поясу, відкритий 29 вересня 1973 року.
Тіссеранів параметр щодо Юпітера — 3,284.
Названо на честь Страбона (грец. Στράβων, 64 до н. е. — 24) — давньогрецького географа та історика.